# Оттер (бронеавтомобиль)
Оттер (Otter(англ.) — выдра; официальное британское название Car, Light Reconnaissance, Canadian GM (R.A.C.)) — лёгкий разведывательный бронеавтомобиль, выпускавшийся в Канаде во время Второй мировой войны для британских и союзных войск. Использовался канадскими войсками в Итальянской кампании и в операциях в Северо-Западной Европе. Применялся также вооружёнными силами Иордании и Израиля  во время Первой арабо-израильской войны и Королевской голландской ост-индской армией во время войны за независимость Индонезии.

## Разработка
Бронеавтомобиль «Оттер» был разработан компанией General Motors Canada. Дизайн повторял компоновку британского Humber Mark III LRC. «Оттер» стал первой попыткой канадцев разработать собственный бронеавтомобиль. В период с 1942 по 1945 год в Ошаве, Онтарио была произведена 1761 штука, хотя за пределы Канады попало менее 1000 единиц.

## Использование

### Во время Второй мировой войны
«Оттер» применяли канадские части, воевавшие в Италии и на северо-западе Европы. Бронеавтомобиль состоял на вооружении разведывательных полков, а также инженерных и транспортных рот пехотных и танковых дивизий. На завершающем этапе боевых действий «Оттер» использовался также артиллерийскими наблюдателями. Большинство машин входило в состав 1-й канадской армии. Кроме того, бронеавтомобиль применялся и южноафриканской армией.
В британских войсках бронеавтомобиль использовался полками аэродромного обслуживания RAF (RAF Regiment). Некоторые машины из RAF Regiment использовали авиационное вооружение, такое как 20-мм пушки и пулемёт Браунинг.

### После Второй мировой войны
После войны «Оттер» использовался иорданской армией во время Первой арабо-израильской войны. Бронеавтомобили передавались Арабской освободительной армии, которая применяла их в Галилее во время операции «Ифтах». Сирийская армия также использовала этот тип бронеавтомобиля после войны в безбашенном варианте, вооружённом 7,5-мм ручным пулемётом MAC M1924/29 на шкворневых установках или 37-мм пушкой Puteaux SA 18 в башне, снятой с другого броневика британской постройки.
Применялись «Оттеры» и в израильских частях. Причём, как трофейные арабские, так и бывшие британские. Два бронеавтомобиля были украдены в Хайфе, когда их экипажи купались на пляже Бат-Галим. Третья машина была угнана у британцев, когда экипаж зашёл выпить пива. Четвёртая была куплена у англичан за 1000 фунтов. Всего было угнано 10 бронеавтомобилей. Большинство из них попало к членам организации Хагана. В бронетанковых мастерских израильской армии на бронемашины устанавливали новую восьмигранную башню с пулемётом MG 34. Ещё один такой же пулемёт устанавливался на командирском месте рядом с механиком-водителем. Машины использовались в 7-й бригаде израильских войск и в Негевской бригаде. В 7-й бригаде они входили в состав 73-го бронетанкового батальона.
После Второй мировой войны голландская армия приняла на вооружение в общей сложности 396 единиц (в это число входят и бронетранспортеры C15TA, которые выпускались на том же шасси). Бронеавтомобиль применялся Королевской голландской ост-индской армией во время войны за независимость Индонезии. В Голландской Ост-Индии машины предназначались для разведывательных эскадронов кавалерии, а также для разведывательных подразделений тиральеров. «Оттеры», оставшиеся в Нидерландах, использовались только для обучения вождению в кавалерии. Бронеавтомобили были выведены из эксплуатации примерно в 1950 году, однако Королевская военная полиция использовала «Оттер» до 1970 года.

## Описание конструкции
«Оттер» был построен на шасси грузовика  Chevrolet C15 с использованием многих стандартных деталей и узлов моделей GM. Бронирование было выполнено противопульным: толщина бронелистов составляла 8-12 мм. Листы корпуса были расположены под рациональными углами наклона. Экипаж бронеавтомобиля состоял из трёх человек: механик-водитель и командир располагались в передней части машины, а стрелок находился в башне сзади. Радиостанция № 19 также устанавливалась сзади, её антенны выступали из задней части боевого отделения на кронштейнах. «Оттер» мог оснащаться и радиостанцией № 11.
Основное вооружение могло состоять из противотанкового ружья «Бойс», стрелявшего через амбразуру в корпусе бронеавтомобиля, и ручного пулемёта «Брен» в небольшой открытой башне. Рядом с амбразурой противотанкового ружья могла быть установлена дымовая мортира.
«Оттер» оснащался двигателем GM 240 мощностью 104 л. с. Несмотря на то, что двигатель «Оттера» был мощнее двигателя «Хамбера», он был больше и тяжелее (на тонну), поэтому общая скорость «Оттера» (64 км/ч) была ниже, чем у английского аналога, но всё ещё оставалась приемлемой. Запас хода по шоссе составлял 402 км.
Корпус имел высоко расположенный центр тяжести, поэтому бронеавтомобиль имел склонность к опрокидыванию. Не очень хорошим был и обзор с места водителя.

### Модификации
- Car, Light Reconnaissance, Canadian, G.M. Mark 1(R.A.C.) с башней[2].
- Car, Light Reconnaissance, Canadian, G.M. Mark 2 (R.A.C.) без башни[2].

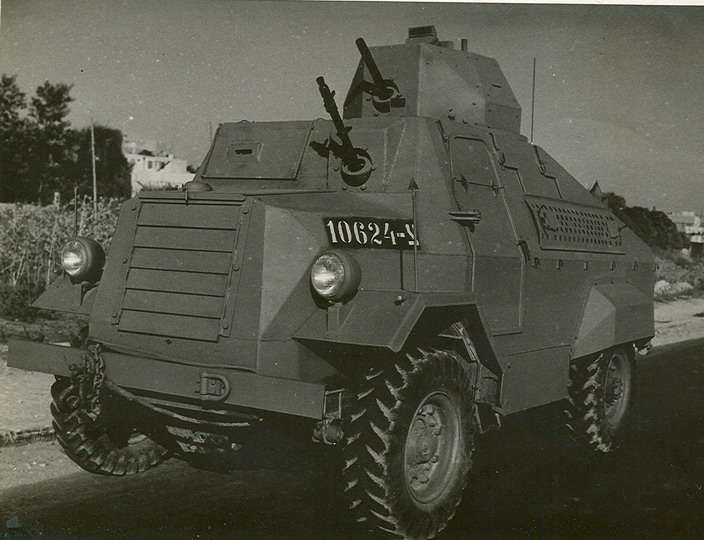
Переоборудованный в израильских мастерских бронеавтомобиль «Оттер» c восьмиугольной башней. 1948 г.
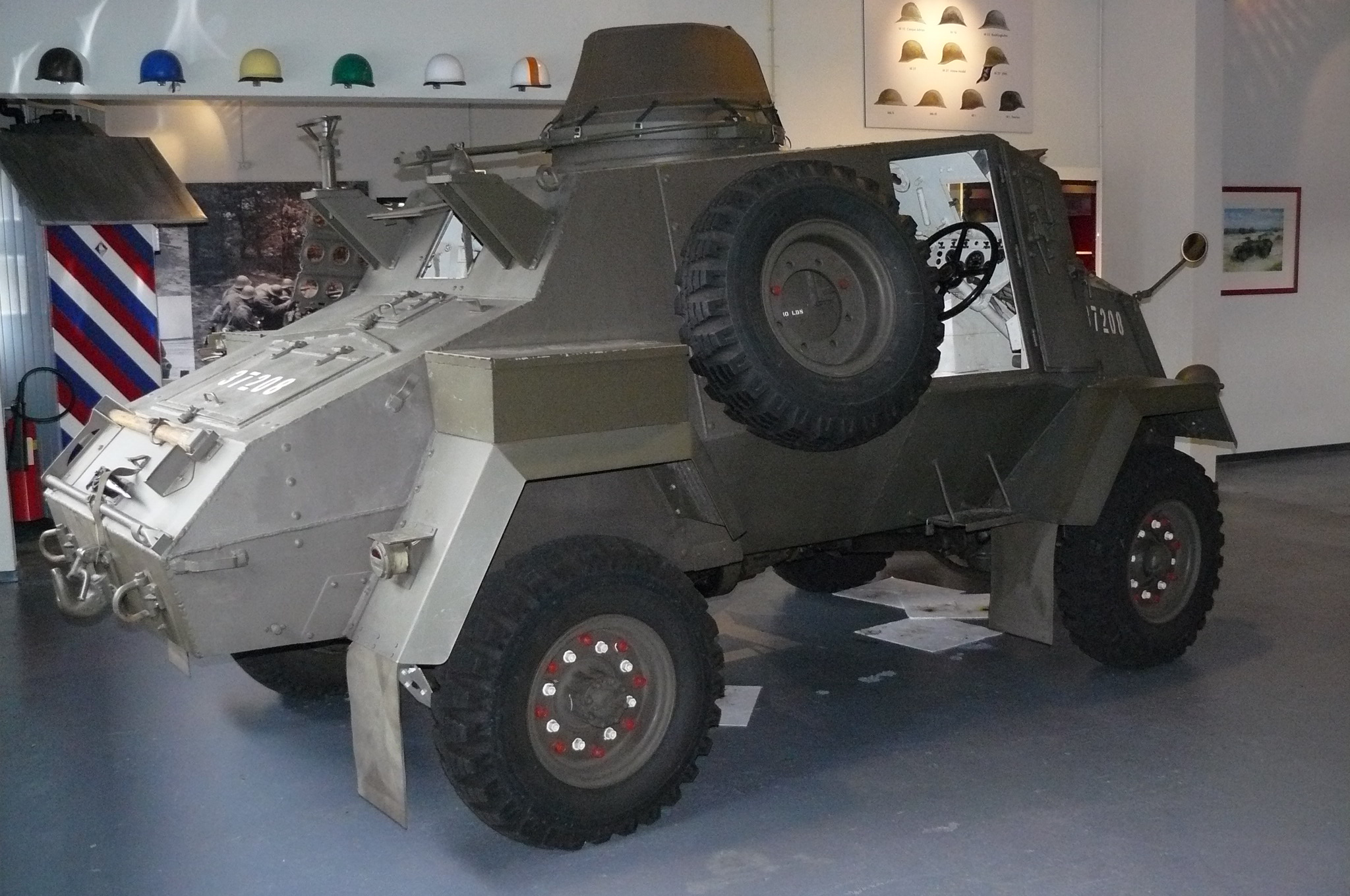
Бронеавтомобиль «Оттер». Музей голландской кавалерии[вд], Амерсфорт, Нидерланды
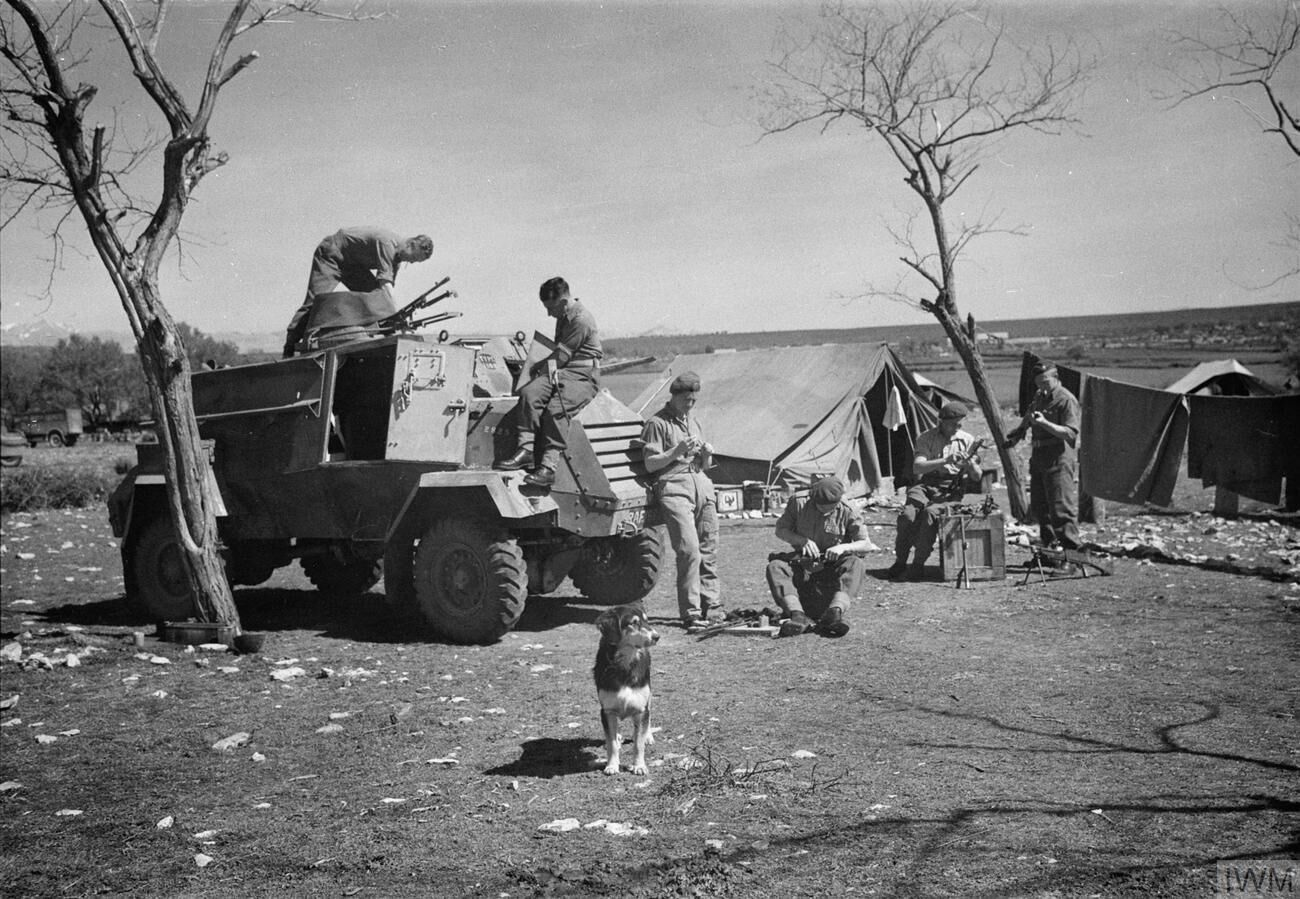
Бронеавтомобиль «Оттер» частей RAF на аэродроме Пркос, Югославия 1945 г.
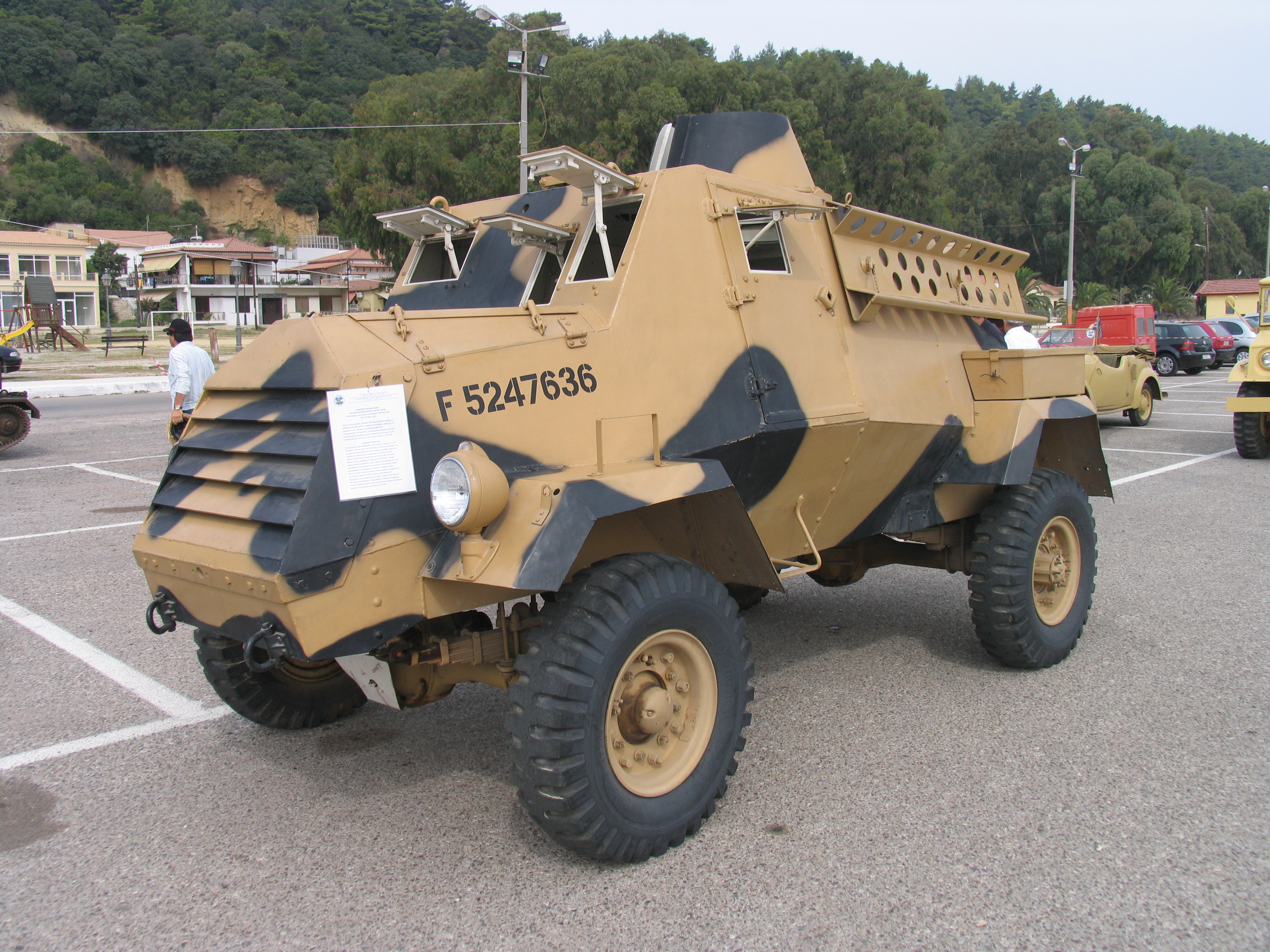
Бронеавтомобиль «Оттер» MK1 на пляже Катаколо, Греция. (Этот снимок был сделан на месте, где «Оттер» высадился 24 сентября 1944 года).

## Сохранившиеся экземпляры
- Музей подразделений RAF в RAF Honington[англ.].
- Греческий клуб по сохранению исторических транспортных средств, Греция[11]
- Музей под открытым небом Fort Nieuw Amsterdam, Суринам.
- Музей голландской кавалерии[вд], Амерсфорт, Нидерланды